# Bittersüß
Bittersüß è il primo album in studio del duo musicale austriaco Abor & Tynna, pubblicato il 14 febbraio 2025 dalla Jive Germany.

## Descrizione
L'album presenta una fusione di suoni elettronici e influenze acustiche ed è caratterizzato da testi emotivi e poetici. Il disco esplora tematiche come l'amore, il dolore e l'accettazione, con una particolare attenzione alla difficoltà di vivere relazioni che non riescono a concretizzarsi. Le sedici tracce spaziano da momenti di intimità acustica, come in Songs gehasst e Parallele Linien, a sonorità più energiche ed elettropop, come in Babylon e Winnetou.

## Tracce
1. Parallele Linien – 3:33 (Attila Bornemisza, Tunde Bornemisza, Alexander Hauer)
2. Psst – 2:31 (Attila Bornemisza, Tunde Bornemisza, Alexander Hauer)
3. Engel in Jeans – 2:55 (Attila Bornemisza, Tunde Bornemisza)
4. Coco Taxi – 2:21 (Attila Bornemisza, Tunde Bornemisza, Alexander Hauer)
5. Seifenblasen – 2:29 (Attila Bornemisza, Tunde Bornemisza, Alexander Hauer)
6. Mama – 2:21 (Attila Bornemisza, Tunde Bornemisza, Enes Gik)
7. Babylon – 3:02 (Attila Bornemisza, Tunde Bornemisza)
8. Guess What I Like – 2:36 (Attila Bornemisza, Tunde Bornemisza, David Grabowski, Enes Gurisik, Matthias Wagemann)
9. Katana – 2:32 (Attila Bornemisza, Tunde Bornemisza, Alexander Hauer)
10. Mona Lisa – 2:20 (Attila Bornemisza, Tunde Bornemisza)
11. Winnetou – 3:04 (Attila Bornemisza, Tunde Bornemisza, Alexander Hauer)
12. Baller – 2:39 (Attila Bornemisza, Tunde Bornemisza, Alexander Hauer)
13. Tan Lines – 2:33 (Attila Bornemisza, Tunde Bornemisza, Alexander Hauer)
14. Küsschen – 2:17 (Attila Bornemisza, Tunde Bornemisza)
15. Karussell – 2:51 (Attila Bornemisza, Tunde Bornemisza, Alexander Hauer)
16. Songs gehasst – 3:22 (Attila Bornemisza, Tunde Bornemisza, Alexander Hauer)

## Successo commerciale
Il 7 marzo 2025, a seguito della vittoria del duo a Chefsache ESC 2025 - Wer singt für Deutschland?, il disco ha debuttato al 37º posto nella Deutsche Albumchart.

## Classifiche
| Classifica (2025) | Posizione massima |
| ----------------- | ----------------- |
| Austria           | 17                |
| Germania          | 13                |
| Lituania          | 7                 |
| Paesi Bassi       | 38                |
| Svizzera          | 100               |